# Jean-Sélim Kanaan
Jean-Sélim Kanaan (Roma, 28 de julho de 1970 - Bagdá, 19 de agosto de 2003)  foi um diplomata das Nações Unidas nascido na Itália, de origem francesa e egípcia. Filho de um diplomata da ONU já falecido, egípcio, de religião ortodoxa grega, e de mãe francesa, protestante, Jean-Sélim cresceu na Itália. Tinha tripla nacionalidade - francesa, italiana e egípcia.
Kanaan morreu aos 33 anos, em Bagdad, em decorrência de um ataque bombista atribuído à rede al-Qaeda contra a sede local da ONU, a 19 de Agosto de 2003. Do mesmo atentado, também foram vítimas o Alto Comissário das Nações Unidas para os Direitos Humanos, Sérgio Vieira de Mello, e vários outros colegas de missão.

## Carreira
Diplomado pela Kennedy School of Government de Harvard, Jean-Selim-Kanaan, foi um jovem de reconhecida inteligência e coragem, testemunha e ator nos piores conflitos do mundo. Cidadão do mundo e poliglota, Jean-Sélim Kanaan  falava sete idiomas.
Pacifista e humanista, acreditava nas virtudes da ação e da concertação, e defendeu sempre os seus ideais: na Somália, na Bósnia, no Burundi, no Kosovo (onde foi “ministro da juventude e dos desportos” na administração da ONU, dirigida pelo Representante do Secretário Geral das Nações Unidas para o Kosovo, Bernard Kouchner), em Nova York e no Iraque.
Após o atentado de Bagdad, seu corpo foi repatriado para a Itália, onde teve cerimónias fúnebres, e em seguida, para o Egipto. Foi sepultado na cidade do Cairo na intimidade da família e de amigos: "Jean Sélim, martire della pace e dell'umanesimo".
Jean-Selim Kanaan era casado com Laura Dolci Kanaan, e deixou um filho de meses: Mattia-Sélim Kanaan.

## Livro
Em 2002 publicou um livro, Ma guerre à l’indifférence (ed. Robert  Laffont,2002), em que conta a sua experiência.

## Homenagem póstuma
O governo francês concedeu-lhe postumamente as insígnias de Cavaleiro da Legião de Honra.
Jean-Sélim tinha escolhido colocar o seu talento, a sua generosidade e a sua paixão a serviço da humanidade.
Aos trinta e três anos tinha já dedicado quase a metade da sua jovem vida a combater pela justiça e pela liberdade.
E ele o fez, onde realmente conta: em campo, ao lado dos oprimidos e dos deserdados da terra.— Kofi Annan, Genebra, 27 de fevereiro de 2004

## Dia Mundial Humanitário
Em sessão plenária de 11 de dezembro de 2008, a Assembleia Geral das Nações Unidas resolveu designar o 19 de agosto, dia do ataque à sede da ONU em Bagdad, como Dia Mundial Humanitário, em memória de todos os trabalhadores que perderam suas vidas na promoção da causa humanitária.